# World's Greatest Dad
World's Greatest Dad (titulada El mejor papá del mundo en España) es una película tragicómica de 2009 dirigida por Bobcat Goldthwait y distribuida por Magnolia Pictures. Está protagonizada por Robin Williams, Daryl Sabara, Alexis Gilmore, Evan Martin, Geoff Pierson, Henry Simmons, y Mitzi McCall.

## Sinopsis
Lance (Robin Williams) es un profesor de poesía de instituto que se enfrenta a la muerte de su hijo, que se ahogó accidentalmente mientras practicaba la asfixia erótica, y que inventa una nota de suicidio del chico, para tranquilizar al resto de la familia. La nota se publica sin su permiso y termina convirtiéndose en toda una sensación literaria. De esta forma Lance recupera su perdida carrera de escritor haciendo llegar al público un "Diario Personal" que él asegura fue escrito por su hijo, pero en realidad lo ha escrito el propio Lance.

## Reparto
- Robin Williams como Lance Clayton
- Daryl Sabara como Kyle Clayton
- Alexie Gilmore como Claire Reed
- Evan Martin como Andrew
- Geoff Pierson como Wyatt Anderson
- Henry Simmons como Mike Lane
- Mitzi McCall como Bonnie
- Jermaine Williams como Jason
- Lorraine Nicholson como Heather
- Morgan Murphy como Morgan
- Toby Huss como Bert Green
- Tom Kenny como Jerry Klein
- Jill Talley como Make-Up Woman
- Bruce Hornsby como él mismo
- Krist Novoselic como vendedor de periódicos
- Bobcat Goldthwait como conductor de limusina